# دل‌های بی‌تاب
دل‌های بی‌تاب (به هندی: Dil Hai Betaab) فیلمی محصول سال ۱۹۹۳ و به کارگردانی کی سیبوکادیا است. در این فیلم بازیگرانی همچون اجی دیوگن، پاریتابها سینها، ویویک موشران، موهنیش باهل، قادرخان، آلوک نات، ریما لاگو ایفای نقش کرده‌اند.